# Notion
Notion (или PreSonus Notion) — профессиональный нотный редактор, разработанный американской компанией NOTION Music, расположенной в Гринсборо, штат Северная Каролина. В 2013 году NOTION Music была приобретена производителем аудиооборудования PreSonus.

## Некоторые возможности программы
- Обмен аудио- и нотными данными c программой Studio One (еще один продукт PreSonus) через протокол ReWire
- Распознавание рукописного ввода нот и нотных символов (акценты, штрихи и т. д.)
- Интуитивный и простой ввод аккордов
- Работа с видеофайлами (возможность ставить текстовые метки на таймлайне, отражающие видеоизображение)
- Встроенная нотная библиотека (более 150 партитур известных классических произведений)
- Удобное редактирование расположения символов, их размера и расстояния между нотными станами[2]